# Temps présent (hebdomadaire de presse écrite)
Pour les articles homonymes, voir Temps présent.
Temps présent est un hebdomadaire français catholique qui paraît de 1937 à 1940 puis de 1944 à 1947.
Le journal et son association de lecteurs ont constitué un lieu original de réflexion intellectuelle et militante dans l'entre-deux-guerres et l'immédiat après-guerre. Il fut particulièrement important pour des catholiques qui refusaient le totalitarisme et le conservatisme en politique.
Au moment de la Libération, l'hebdomadaire ne parvient pas à trouver sa ligne en raison de différends au sein de la rédaction ni à stabiliser son lectorat. Il disparaît en 1947. Temps présent a pu également souffrir de la concurrence, au sein du lectorat de presse catholique, d'autres titres comme Témoignage chrétien ou la Vie catholique.
Malgré son tirage modeste, mais non négligeable, Temps présent a marqué le parcours de nombreuses personnalités (artistes, intellectuels, politiques, religieux ou syndicalistes) de l'entre-deux-guerres et de l'après-guerre. Par son positionnement critique du libéralisme économique, le journal a également pu être un des lieux de l'élaboration en France d'une pensée de gauche chrétienne.

## Histoire

### DeSeptàTemps présent
Temps présent reprend l'héritage spirituel et intellectuel de Sept, une revue créé en 1934 par les éditions du Cerf et dont la hiérarchie catholique a demandé aux dominicains la disparition en août 1937 après 183 numéros. Sept avait comme sous-titre « l'hebdomadaire du temps présent ». En novembre 1937, une société anonyme appelée les Éditions du Temps présent est constituée. Le capital est composé d'un quart d'actions détenues par les dominicains du Cerf et le reste est souscrit par des laïcs. La société est chargée de la publication d'un nouveau journal. On confie la direction de la rédaction à Stanislas Fumet et Ella Sauvageot, vice-présidente de la société éditrice, s'occupe de la partie administrative et financière tout en participant aux comités de rédaction. En 1938, Temps présent absorbe la Vie catholique (le journal fondé en 1924 par Francisque Gay). Une page "la vie catholique" est créée dans l'hebdomadaire et des nouveaux collaborateurs issus de ce journal, dont Georges Hourdin le secrétaire de rédaction, arrivent à la rédaction de Temps présent.
Le nouvel hebdomadaire tire à 31 000 exemplaires (dont 21 500 abonnements) dès 1938. Mais certains numéros peuvent atteindre 50 000 exemplaires.
Selon une formule initiée à Sept et qui se retrouvera dans plusieurs titres de presse catholique (la Vie, Témoignage Chrétien), le journal s'appuie sur une association de lecteurs qui voit le jour dès l'automne 1937. Pour l'historienne Martine Sevegrand, « tout était fait pour transformer les Amis de Temps présent en militants ». Les membres sont invités à vendre journal à la criée à la sortie de la messe ou dans la rue. Des événements sont également organisés localement ou nationalement. Chaque samedi des conférences peuvent être organisées au siège du journal, au 68, rue de Babylone dans le septième arrondissement de Paris. Comme il se trouve à proximité de l'église Saint-François-Xavier, son curé Georges Chevrot (connu sous le titre de « Monseigneur Chevrot ») exerce alors une certaine influence sur cette mouvance. Les groupes des Amis de Temps présent pouvaient également proposer des messes "dialoguées" qui ont contribué au courant du renouveau liturgique français.
Temps présent cesse une première fois sa publication le 14 juin 1940 dans le contexte de la débâcle. 

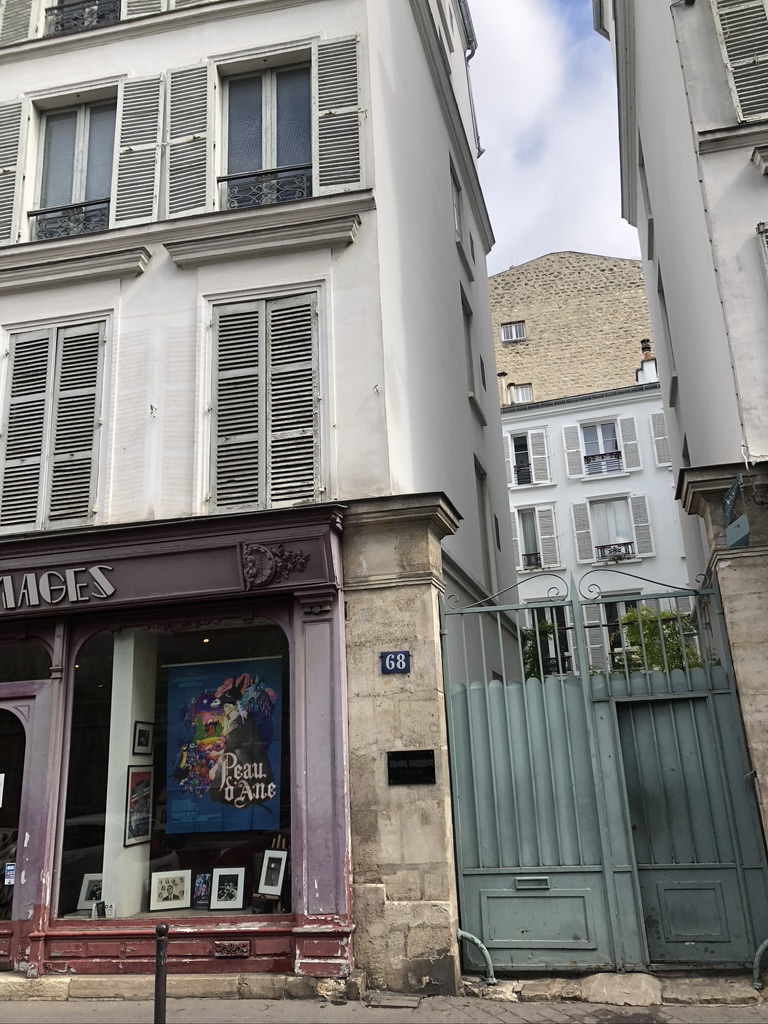
Siège social du journal et des éditions Temps présent au 68, rue de Babylone dans le septième arrondissement de Paris. La boutique (aujourd'hui d'affiches de cinéma) servait de librairie des publications de Temps présent.
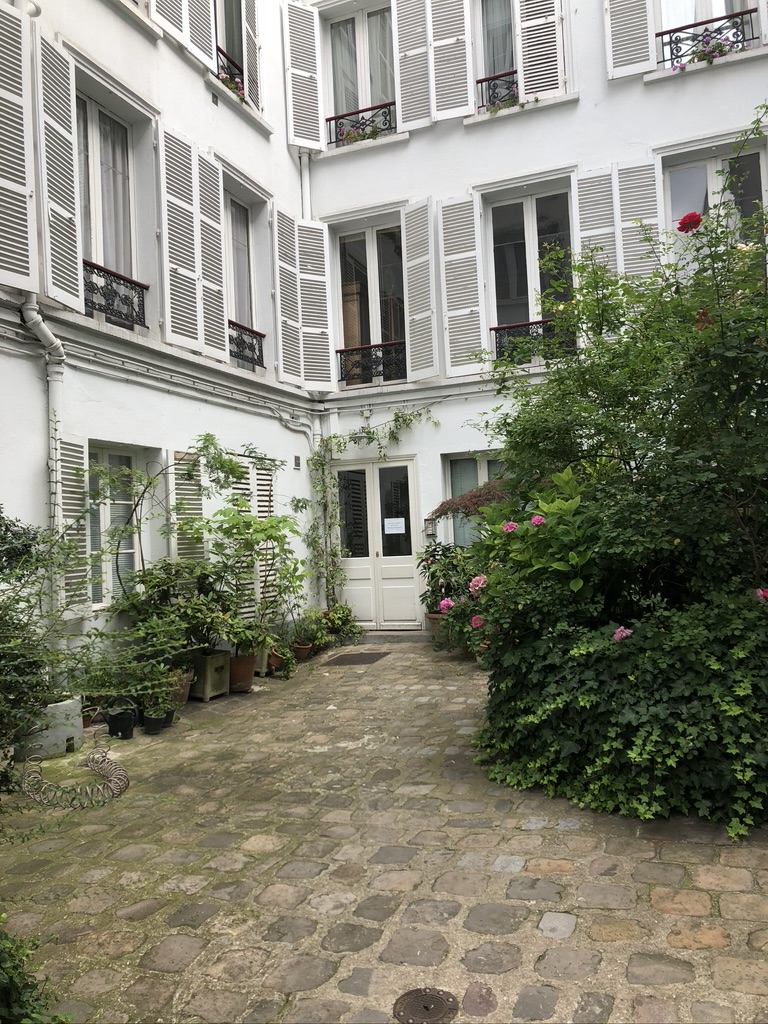
Cour de l'immeuble du 68, rue de Babylone. Temps présent avait ses bureaux au premier étage. Dans ses locaux, des réunions du Conseil national de la Résistance ont eu lieu.
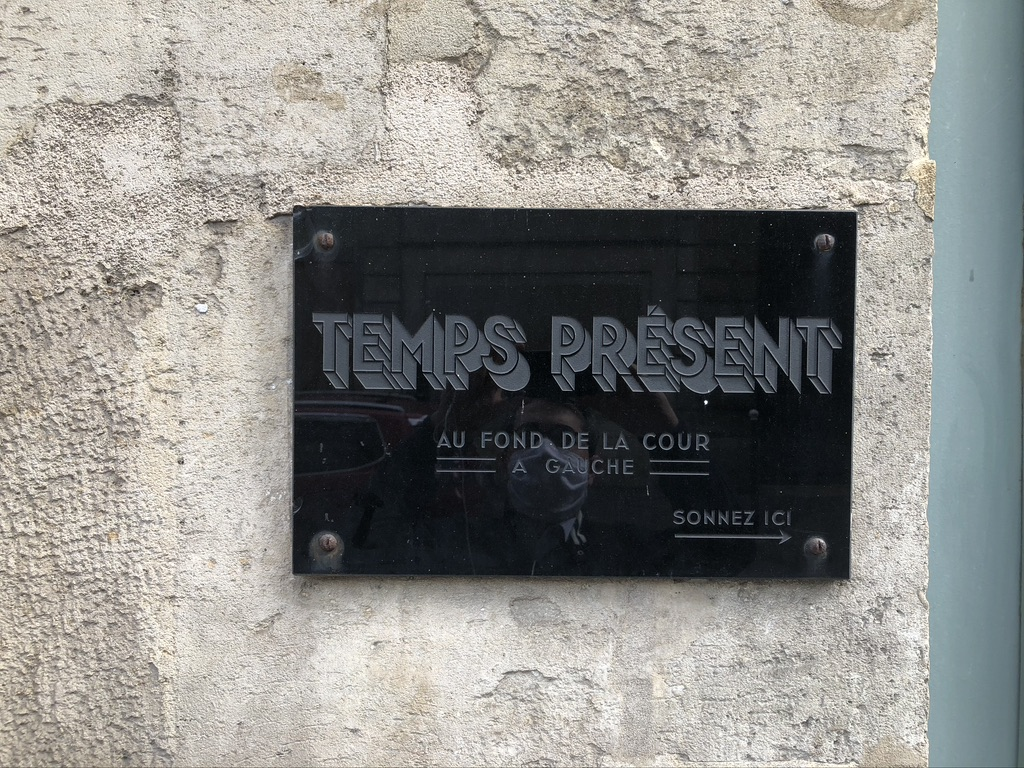
Plaque de marbre au 68, rue de Babylone dans le septième arrondissement de Paris indiquant les locaux de Temps présent.

### Temps présentdurant l'Occupation

#### Temps nouveau(décembre 1940 - août 1941) etPositions(juillet 1942 - juillet 1944) en Zone libre
Réfugié à Lyon en Zone libre, Stanislas Fumet relance, avec la bénédiction de Pierre Gerlier, le cardinal-archevêque de Lyon, un journal conçu comme « un nouveau Temps présent qui s'arrangerait pour témoigner sans trahir ». Il monte une nouvelle équipe éditoriale où on trouve principalement des membres lyonnais de l'association des Amis de Temps présent : le professeur au lycée du Parc Jean Lacroix, les philosophes Joseph Hours, Gabriel Marcel et Emmanuel Mounier, le journaliste Hubert Beuve-Méry, le docteur René Biot de la Chronique sociale.
Le pari industriel est risqué car seulement un quart du lectorat de l'ancien journal se trouve en zone libre. Mais, en octobre 1940, la société Temps présent dote le nouveau journal, intitulé l'hebdomadaire du Temps nouveau ou souvent abrégé Temps nouveau  (ISSN 0996-0546), d'un capital de 150 000 francs. Le siège de la rédaction s'installe au 12, rue de Constantine à Lyon et l'impression s'effectue à Saint-Étienne. Stanislas Fumet devient directeur littéraire du journal alors que Louis Terrenoire, neveu de Francisque Gay, s'occupe de l'administration. Le tirage reste modeste puisque le nouveau titre ne dépasse pas 4 000 exemplaires.
L'historienne Martine Sevegrand note « quelques rares éloges du Maréchal sous la plume de Fumet ou de Sirius [pseudonyme d'Hubert Beuve-Méry] mais la compromission n'était pas trop flagrante […] Contre le nationalisme intégral, Temps nouveau prône un nationalisme ouvert mais soupçonnait ceux qui parlaient de l'organisation future de l'Europe ». Le journal peut publier des articles aux accents en accord avec les thématiques de l'époque : la défaite française est due à un affaiblissement moral et le renouveau ne passera que par le retour aux valeurs chrétiennes. Les mesures en faveur de la famille, le corporatisme et le renouvellement du personnel politique peuvent être salués comme des acquis du régime de Vichy. Toutefois, rapidement des soucis apparaissent entre Temps Nouveau et l'État français. En mai 1941, un article dénonce le film de propagande antisémite Le Juif Suss comme « si anti-chrétien et si peu français ». Le journal est suspendu 4 semaines. Temps nouveau cesse définitivement sa parution le 15 août 1941 pour cause d’interdiction.
Un hebdomadaire intitulé Positions (ISSN 0996-0562), qui se présente comme un « hebdomadaire de culture chrétienne » reprend la suite de Temps nouveau de juillet 1942 à juillet 1944.

#### L'activité réduite deTemps présenten Zone occupée
En Zone occupée, malgré le souhait de l'épiscopat, Temps présent cesse sa publication. Ella Sauvageot garde une activité réduite pour ne pas licencier les 4 employées. À partir de décembre 1940, elle relance l'activité en faisant imprimer des brochures et des petits livres, comme ceux des collections "Ici la France" ou "Fête et saisons" (co-éditée avec les éditions du Cerf). Martine Sevegrand affirme que le "repli sur la seule dimension religieuse semble être un choix stratégique calculée" afin de pas attirer l'attention des forces d'occupation et de la police.

#### Les liens avec la résistance spirituelle
Dans ses mémoires, Stanislas Fumet se présente comme un gaulliste de la première heure. Il affirme que son domicile lyonnais et les locaux de son journal ont été un lieu privilégié de rencontres de chefs résistants. On peut en tout cas établir une proximité sociologique et idéologique entre les lectorats de Temps présent/nouveau et ceux des Cahiers de Témoignage Chrétien. De manière générale, les parcours de Robert Aÿlé (membre des Amis de Temps présent mort au Mont-Valérien), Henri Frenay, Joseph Folliet, André Mandouze ou encore Roger Radisson sont significatifs de ces passages vers la "résistance spirituelle" de chrétiens proches de l'hebdomadaire. Dans la zone Nord, plusieurs sources attestent que les locaux de la maison d'édition au 68, rue de Babylone ont hébergé des réunions clandestines du Conseil national de la Résistance.

### Temps présent de la Libération à 1947
L'hebdomadaire reparaît sous le nom l'Hebdomadaire du Temps présent le 25 août 1944 avec le sous-titre Positions  (ISSN 0996-0554). Stanislas Fumet accepte, sans réelle conviction, de revenir à la rédaction. Dans ses mémoires, il fait en effet un récit mitigé de cette expérience. Gaulliste convaincu, Fumet ne cache pas ses désac incords avec son amie Ella Sauvageot beaucoup plus réservée à l'égard du général de Gaulle et de ses positions politiques.
La nouvelle formule de Temps présent fonctionne toutefois plutôt bien. Dès 1945, le tirage s'élève à 100 000 exemplaires et un réseau associatif de lecteurs et militants est reconstitué à travers toute la France. Les locaux du 68, Rue de Babylone devenant trop exigus, un hôtel particulier est acheté au 163, Boulevard Malesherbes dans le dix-septième arrondissement de Paris.
Rétrospectivement, on peut dire que Temps présent a connu de 1944 à 1947 un sommet avant d'entrer en crise : 
- la rédaction de l'hebdomadaire est un vivier de talents journalistiques qui irriguent de nombreux titres de presse : Hubert Beuve-Méry et André Fontaine qui partent au Monde ou François Mauriac au Figaro. Les anciens collaborateurs de Temps présent bénéficient des positions anti-fascistes d'entre-deux-guerres et de l'engagement dans la résistance de leur journal.
- d'autres signatures du journal sont appelés à occuper des fonctions importantes : Jacques Maritain ambassadeur de France auprès du Saint-Siège ou Maurice Schumann au MRP.
- l'hebdomadaire devient même un acteur important du monde de la presse. À l'automne 1945, Ella Sauvageot porte le projet de relancer la Vie catholique (l'organe de presse du Parti démocrate populaire de Jacques Piou fondé en 1924 par Francisque Gay et racheté par Temps présent en 1938). Une nouvelle société par actions est créée dont Temps présent abonde le capital à hauteur de 80 %. C'est l'origine de la Vie catholique illustrée (connue aujourd'hui sous le titre la Vie) dont la direction revient à Joseph Folliet et Georges Hourdin, tous deux collaborateurs de Temps présent.

### L'expérience de l'Amitié françaiseet la disparition deTemps présent
Depuis 1945, en marge de Temps présent, Stanislas Fumet anime une organisation du nom de l'Amitié française. Dans le numéro de mars, ce "grand mouvement d'action civique" se présente comme "ni politique ni confessionnel". Il se donne "pour tâche, simplement de refaire des Français, de refaire des Françaises". Le philosophe Pierre-Henri Simon signe un livre pour expliquer ce concept d' "amitié française" qui poursuit l'unité acquise durant la résistance. À partir de ce lancement, Temps présent abandonne le sous-titre "Positions" pour celui d' "organe d'Amitié française". Le mouvement veut poursuivre l'esprit de la résistance et unir "le libre penseur, le communiste et le chrétien". Il est à l'origine du "Meeting de la jeunesse intellectuelle" du 15 mars 1945. Ce dernier rassemble 5 000 jeunes dans la grande salle de la Mutualité à Paris pour écouter Albert Camus, André Mandouze, Emmanuel Mounier et Maurice Schumann.
La structuration en association, qui se substitue peu à peu aux Amis de Temps présent, a lieu en février 1946. La présidence en revient à Stanislas Fumet. À Pierre-Henri Simon échoit l'animation du Centre culturel de l'Amitié française. Cet organisme original dispense, à Paris et en régions, des cours de formation civique ou de culture générale et propose des colloques. Même si l'association peine à devenir le grand mouvement d'éducation civique national qu'elle ambitionne, notamment en s'ouvrant peu à des non catholiques, elle propose des activités qui trouvent un public de personnes désireuses de se former aux questions d'actualité.
À l'été 1946, Temps présent tire encore à 86 000 exemplaires. Cependant, le nombre d'abonnés ne permet pas de recouvrir les coûts avancés pour la production du journal. En septembre, l'hebdomadaire retrouve les locaux du 68, Rue de Babylone et met en location le 163, boulevard Malesherbes où s'installe la Vie catholique illustrée. L'association l'Amitié française loue Temps présent qui doit devenir sa vitrine et son outil doctrinal. Néanmoins, le nouvel arrangement ne suffit pas à redresser la situation. Après avoir édité à 127 numéros, Temps présent s’arrête définitivement en janvier 1947. Il est suivi par un nouveau titre. Intitulé L'Amitié française. Temps présent  (ISSN 0996-0589), il connaît douze numéros de janvier 1947 (no 128) à mai 1947 (no 139). En mars 1947, Conseil d'administration de Temps présent a en effet décidé l'arrêt de la publication trop déficitaire.
Le titre Temps présent n'est pas repris, même si le journal La Quinzaine de Jacques Chatagner en revendique l'héritage et bénéficie des locaux dans le septième arrondissement de Paris. La société des Éditions du Temps présent poursuit son activité à partir du 68, Rue de Babylone en se recentrant sur la gestion de biens immobiliers à destination de la presse et, tout particulièrement, l'immeuble du boulevard Malesherbes où se trouve la Vie catholique illustrée.

## La ligne éditoriale deTemps présent

### Indépendance politique
Temps présent a hérité de Sept son lectorat et une partie de son positionnement en défaveur des partis politiques. Avec sa ligne "en dehors et au-dessus des partis" (sous-titre de l'hebdomadaire), il condamne toute forme de récupération politique des catholiques français. Cette position s'inscrit dans la continuité de celles des dominicains de Juvisy à l'origine de la revue qui dut arrêter sa publication à la demande de Rome. Les religieux étaient attachés à justifier la condamnation par Rome en 1926 du mouvement catholique et royaliste de l'Action Française de Charles Maurras. Ce dernier exerçait alors une forte attraction auprès des catholiques.
Temps présent se distingue en effet d'autres titres de la presse confessionnelle de l'époque qui étaient liés à des forces politiques organisées : France catholique : organe de presse de la Fédération nationale catholique du général Édouard de Castelnau ou bien l'Aube : proche des démocrates chrétiens du Parti démocrate populaire. Il ne s'agit pas, non plus, d'un journal possédée par une congrégation religieuse, à l'instar du quotidien la Croix qui dépend des Augustins de l'Assomption.
La particularité de l'hebdomadaire est donc, dès ses origines, d'être un journal animés par des laïcs catholiques revendiquant leur autonomie (même si les dominicains sont présents au capital et peuvent être proches de certains membres de la rédaction).

### Promotion des laïcs
Les rédacteurs de Temps présent veulent proposer une réflexion à des catholiques sur les thèmes contemporains afin de leur permettre un engagement conscient et responsable. Dans le premier numéro, Jacques Maritain souhaite ainsi la création d'un "hebdomadaire français où les choses de l'actualité puissent être librement commentées dans un esprit chrétien". Le journal est au diapason des thèmes de l'époque sur l'émergence des laïcs catholiques comme acteurs dans les sociétés démocratiques. Temps présent se positionne clairement en faveur de l'Action catholique. En octobre 1938, l'hebdomadaire demande à ses lecteurs : "Où militerez-vous cet hiver ?" et donne comme suggestion de mouvements : la JOC, la JAC, la JEC, la LOC. Conçus sur le principe de la "primauté du spirituel", ces nouveaux mouvement d'Action catholique proposent principalement aux catholiques une amélioration spirituelle. Le philosophe Étienne Borne peut défendre, dans un article commentant un livre de Maritain, un christianisme "qui peut et doit agir spirituellement dans le temporel". Pour lui, "les catholiques ont pour mission à la fois spirituelle et temporelle d'arracher l'histoire à ces fatalités et créer une civilisation où le travail sera mis à sa place d'honneur et de service social, où la personne humaine sera respectée, où l'amitié humaine s'épanouira".

### Liens avec l'épiscopat
Temps présent s'est toujours présenté comme un titre de presse catholique mais sans engager la hiérarchie des évêques français et, derrière elle, Rome et le pape. Pourtant, Stanislas Fumet, dans le premier numéro, affirme que son journal "veut se tenir en dehors et au-dessus des partis pour la raison simple qu'il a les yeux fixés sur l'Église". C'est pourquoi Paul Richaud, évêque de Versailles, peut écrire à la rédaction à la suite de la parution du premier numéro pour s'inquiéter devant "l'autonomie qui est marquée à l'égard de la hiérarchie en matière de pensée catholique". Le prélat craint d'emblée les difficultés que pourrait entraîner l'évocation de certaines questions épineuses comme la guerre d'Espagne. Néanmoins, dans son ensemble l'épiscopat français semble avoir plutôt bien accueilli au moment de sa création le nouveau journal. Il peut correspondre à son objectif de faire émerger des laïcs d'Action catholique. Plusieurs évêques font parvenir une lettre publique de soutien à Temps présent après la parution son premier numéro. Celle de Jean Verdier, archevêque-cardinal de Paris, est ainsi reproduite dans un numéro en guise d'encouragement : "catholiques, vous allez dire toutes les semaines à vos contemporains la pensée catholique sur les problèmes du "temps présent" ". Le 11 novembre 1938, il vient en personne bénir les locaux du journal et l'encourager.
Après la Deuxième Guerre mondiale, le journal qui continue de s'assumer ouvertement comme catholique, clame également son indépendance, se réservant même le droit de dire aux ecclésiastiques s'ils "font fausse route sur le plan temporel". Le contexte de l'après Occupation, période durant laquelle l'épiscopat français avait très majoritairement soutenu le régime de Vichy et le Maréchal Pétain, peut expliquer cette distance critique assumée à l'égard de la hiérarchie catholique. En 1945, alors que le journal ouvre ses colonnes à des contributions qui remettent en cause l'enseignement privé catholique, le vicaire général du diocèse d'Annecy peut faire parvenir une lettre critique à la rédaction : "personne n'oblige le journal d'être catholique, mais vouloir être catholique en affectant une attitude d'indépendance à l'égard de la hiérarchie s'est vouloir faire un cercle carré". Cette tension critique à l'égard des positions de l'Église catholique par des laïcs engagés a été l'une des caractéristiques importantes de Temps présent .

## Positions deTemps présent
Hebdomadaire à finalité généraliste, Temps présent a couvert les nombreux thèmes de débats de la société française des années 1930 et 1940. On y découvre une sensibilité démocrate-chrétienne, pouvant être engagée sur certaines questions sociales, sans pour autant se rallier aux forces de gauche instituées. Après-guerre, le journal se divise bien davantage sur les questions propres de l'époque (le rapport aux communistes, la question coloniale, les débouchés partisans des catholiques) et ne parvient pas trouver une position commune au sein de sa rédaction.

### La montée vers la guerre (1937-1940)

#### Le rapport à la Troisième République
Sans remettre en cause le ralliement des catholiques français à la démocratie, le journal est plutôt critique du régime parlementaire de la Troisième République et, en son sein, du rôle particulier du Parti radical-socialiste (un des acteurs de l'anti-cléricalisme de l'époque). Au moment des 150 ans de la Révolution française en 1939, Joseph Folliet récuse l'idée de Georges Clemenceau selon laquelle la Révolution est à prendre "en bloc" ou à laisser : "l'histoire ne connaît de bloc pas plus que de rupture absolue avec le passé". Mais le journaliste refuse tout traditionalisme ou nostalgie pour la monarchie ou l'Ancien régime. La Révolution est plutôt vue comme un événement ambivalent ayant conduit à une plus grande liberté mais aussi "la dictature, la guerre et la victoire du capitalisme". Le journal ne tombe jamais non plus dans l'anti-parlementarisme le plus dur de l'époque. En avril 1940, Georges Hourdin considère que le régime d'assemblée a répondu au goût français pour le débat d'idées. Mais, devant ses difficultés récurrentes, il recommande la limitation des pouvoirs du Parlement, le renforcement de l'exécutif et la montée en puissance du Conseil d'État et du Conseil national économique.

#### L'attachement à l'enseignement social catholique
Temps présent propose une ligne assez en phase avec les catholiques sociaux de l'époque. Au nom de son refus des inégalités sociales, l'hebdomadaire condamne régulièrement le capitalisme et le libéralisme économique. Dans la lignée de l'encyclique Quadragesimo anno (1931), le journal ne souhaite pas la lutte des classes. Toutes les deux semaines environ paraît une double rubrique intitulée "voix ouvrière" tenue par Paul Bacon et "voix patronale" par René Moreux. Dans la lignée de la doctrine sociale de l'Église est plutôt recherchée une collaboration charitable entre les classes. Jusqu'à Vichy, le journal ne cache pas ses sympathies à l'égard du corporatisme alors en vogue. Proche de la CFTC, l'hebdomadaire propose régulièrement des articles en faveur du syndicalisme chrétien. La "main tendue" de Maurice Thorez, secrétaire général du Parti communiste français, aux catholiques est refusée par Joseph Folliet dès le premier numéro. Le journal salue à plusieurs reprises la condamnation par Pie XI du communisme et critique ouvertement la politique, notamment économique, de l'URSS. Concernant la SFIO, Temps présent est critique de la revue Terre nouvelle (animée par des catholiques qui soutiennent la politique du Front populaire) au nom de "l'incompatibilité foncière entre le christianisme et le socialisme". Dans un numéro d'avril 1938, un bilan plus mesuré du gouvernement d'union des gauches est effectué. Si ce dernier n'a apporté "ni le pain, ni la paix, ni la liberté" comme promis, il n'est pas tenu responsable à lui seul de la crise économique et de la politique belliciste des gouvernements fascistes. La prolongation de la scolarité, l'institution des congés payés et le renforcement, plus généralement, de la législation sociale sont salués.

#### Face au fascisme et du nazisme
Temps présent a marqué les mémoires par sa condamnation sans ambiguïtés du fascisme et du nazisme. Le numéro spécial "les fascismes et nous, les chrétiens" de juin 1938 s'attache à comprendre la situation en Italie et en Allemagne afin d'éviter que la France ne sombre à son tour. Des historiens et des juristes (Maurice Vaussard, Robert d'Harcourt, Marcel Prélot) cherchent à expliquer ce qui est à l'origine des basculements politiques, tout en donnant les caractéristiques des nouveaux régimes (place de la propagande, culte du chef, limitation des libertés). Fascisme et nazisme sont globalement interprétés comme des philosophies résolument anti-chrétiennes et le journal se fait le relai des prises de position romaines. Sous l'influence de Jacques Maritain, auteur de la célèbre conférence "les Juifs parmi les nations" prononcée le 5 février 1938 au théâtre des Ambassadeurs, l'anti-sémitisme est également dénoncé dans plusieurs articles de Stanislas Fumet et Georges Hourdin.
Néanmoins Temps présent se tient aussi à distance de l'antifascisme de gauche par peur du communisme. Joseph Folliet peut ainsi affirmer : "nous n'avons aucun penchant à servir, sous couleurs d'antifasciste, les intérêts de M. Staline". Pour l'historien Yvon Tranvouez, l' "image trop appuyé [d'antifascisme] de Temps présent résiste mal à l'analyse. Sans doute l'opposition à Hitler est-elle ferme et ne se dément pas. Mais l'attitude à l'égard de Mussolini est plus nuancées et Salazar séduit. En ce qui concerne l'Espagne, il est vrai que Temps présent se refuse à considérer le général Franco comme le chef d'une croisade pour la défense d'une civilisation chrétienne". Il rattache plus la position politique du journal à l' intransigeantisme catholique tel que le définit l'historien du catholicisme Émile Poulat : "inspiré de l'idéal historique développé par Maritain dans Humanisme intégral, l'horizon de Temps présent est bien celui d'une nouvelle chrétienté, même si profane et républicaine".

#### Pacifisme chrétien ou acceptation résignée de la guerre?
Face aux rapprochements des puissances fascistes au sein d'un "Axe" et la mise en place d'une politique étrangère expansionniste, le journal Temps présent se retrouve dans une situation inconfortable. Cela peut même se traduire par des divisions au sein de la rédaction. Le premier dossier brûlant concerne l'Espagne. Dans ses carnets, Jacques Maritain s'inquiète de "la phobie de l'idéologie de gauche" au sein de la rédaction et du poids de ceux qui veulent "reconnaître Franco le plus vite possible [et] s'arranger avec Mussolini". Il fait partie de ceux qui ne souhaitent surtout ne pas lier défense de la foi catholique et franquisme. Des confrontations à deux voix, en faveur et en défaveur de Franco, sont organisées dans le journal. L'annexion de l'Autriche par l'Allemagne nazie est par contre unanimement condamnée. Les catholiques autrichiens sont vus comme les premiers martyrs européens du néo-paganisme nazi.
Mais devant les provocations d'Hitler, faut-il privilégier la diplomatie ou se résigner à la guerre ? En avril 1938, l'hebdomadaire lance une grande consultation des lecteurs sur "le rôle des chrétiens devant la guerre et la paix". Fin juillet, Temps présent initie un appel pour "une paix de 10 ans en Europe" tout en continuant de publier des contributions qui voient la guerre comme une nécessité. Après la signature des accords de Munich en septembre 1938, François Mauriac signe un éditorial dans lequel il affirme que "la Bête a été maîtrisée dans le moment où elle s'apprêtait à bondir". Le 19 mars 1939, un congrès des Amis de Temps présent se tient à Paris autour du thème "pour la paix du Christ". Toutefois, pour l'historienne Martine Sevegrand, le journal a été "munichois sans illusion" interprétant surtout la période comme un appel à reconstituer une France sur des bases plus solides. Au moment de l'occupation de la Moravie par les troupes allemandes en 1939, sous pseudonyme, Maurice Schumann se désole : "plus nous retarderons l'heure de la résistance, plus il sera difficile et périlleux d'arrêter la course infernale".

#### Temps présentet les enjeux de la "drôle de guerre"
Du déclenchement de la guerre à la fin de la parution en juin 1940,Temps présent abandonne sa ligne aux accents très pacifistes et se range dans la concorde nationale contre l'Allemagne nazie. De nombreux articles offrent des réflexions autour de la nécessité de reconstruire la France, surtout d'un point de vue moral et spirituel, en envisageant déjà le monde de l'après-conflit. Jacques Maritain esquisse, une fois le nazisme éliminé, comme "unique issue de l'Europe" un fédéralisme européen. Il affirme qu'il est possible à condition que la France abandonne une partie de son attachement à l'État-nation et que le Royaume-Uni fasse de même avec l'idée d'Empire. Un article anonyme, mais en réalité du colonel de Gaulle, d'avril 1940 critique les choix stratégiques défensifs de l'État-major français en affirmant que "l'aviation et chars d'assaut sont les deux armes décisives".

### La Libération et les années d'après-guerre (1944-1947)
Après-guerre, la rédaction de Temps présent recommence son activité dans le contexte idéologique propre à la Libération. L'unité acquise des différentes forces idéologiques de la société française dans la Résistance et la nécessité d'une reconstruction donnent le sentiment qu'un changement global est nécessaire. Dans la profession de foi de son premier numéro de republication en 1944, Temps présent appelle de ses vœux une "réforme radicale — et au besoin révolutionnaire — des structures économiques et sociales, car la justice est la condition préalable de la paix". Néanmoins, les moyens concrets pour mettre en œuvre un tel programme ne parviennent pas à émerger de manière consensuelle parmi les rédacteurs de l'hebdomadaire. Plusieurs thèmes divisent.

#### Le soutien à apporter au général de Gaulle et au gaullisme politique
À la Libération, le journal salue le "premier résistant de France" en la personne de Charles de Gaulle. Mais cela ne fait pas pour autant de Temps présent un outil de relais sans critique des positions politiques du général. Stanislas Fumet est celui qui incarne au sein de la rédaction, le soutien à de Gaulle avec le plus grand enthousiasme. Il le qualifie même dans un article en octobre 1946 de chef "égal à Staline". L'écrivain et critique d'art est alors convaincu que seul de Gaulle peut parvenir à "un Front commun devant tout ce qui refuse la révolution, qu'il soit de droite ou de gauche". Dès décembre 1944, Jean Lacroix peut toutefois pointer du doigt l'ambiguïté du gaullisme. Il peut électorament contenir un nationalisme agressif anti-allemand et négliger l'importance de la révolution sociale prônée par Temps présent. Une partie de la rédaction de Temps présent semble donc attachée à séparer l'intuition première de de Gaulle, ses idéaux d'unité et de reconstruction nationale sur une base transpartisane, et le gaullisme tel qu'il s'organise politiquement et électoralement après-guerre. Après la démission du général le 20 janvier 1946, l'hebdomadaire appelle toujours à un État fort capable de réformer au-dessus des partis dans le sillage du gouvernement précédent. Mais Stanislas Fumet est de plus en plus isolé, par exemple, lorsqu'il se prend à rêver d'un de Gaulle à la tête d'une "Fédération des États d'Europe" pour remettre en ordre le continent. En septembre de la même année, un éditorial réaffirme l'opposition au gouvernement personnel et met en garde contre le mythe de l'« homme providentiel ». Après le référendum d'octobre 1946, Temps présent peut encore affirmer que "la France est gaulliste". Mais ce n'est que pour mieux exprimer des réserves sur ce que devient le gaullisme politique. Même Fumet est critique devant le développement du RPF. Plusieurs articles de Gabriel Dheur, au cours de l'année 1946, intensifient ce jugement négatif.

#### Les débouchés politiques des catholiques
De manière générale, Temps présent reflète les problèmes de positionnement politique des catholiques d'après-guerre qui ne se reconnaissent pas à droite mais hésitent quant au débouché partisan à choisir. L'hebdomadaire semble se satisfaire du tripartisme (l'alliance au pouvoir du PCF, de la SFIO et du MRP) de novembre 1946 à mai 1947. Même s'il faut gouverner avec les communistes, l'esprit de la Résistance et le souci de s'opposer au capitalisme semblent suffisants pour surmonter les difficultés. Les articles du journal, selon Martine Sevegrand, prônent « une alliance critique avec les communistes ».
Cela se manifeste dès les débats sur la constitution à adopter pour une Quatrième République. Lors du référendum de mai 1946, Temps présent ne tranche pas clairement entre l'appel au non (porté par le MRP et les gaullistes) et celui au oui (porté par la SFIO et le PCF). Le journal ouvre ses colonnes à plusieurs opinons. Mais Stanislas Fumet voit son article en défaveur du projet de régime parlementaire à assemblée unique substitué au dernier moment par celui du religieux Pierre Boisselot (le conseiller spirituel de la rédaction). Ce papier, au contenu plus clément à l'égard du projet constitutionnel, pousse Fumet à interpréter l'événement comme la victoire au sein de la rédaction des "dominicains [du couvent] de La Tour-Maubourg" avec un soupçon de dérive à gauche du journal. Dans ses mémoires, il parle même de "gauchisme". En réalité, Temps présent, qui peut trouver une partie de son lectorat chez les catholiques engagés dans les milieux ouvriers et populaires, a pu nourrir l'idée d'un nécessaire compagnonnage, à la base, avec les organisations communistes ou proches des communistes. Après le déclenchement de la Guerre froide, une partie de ces militants pourront être en effet sensibles aux thèses du « progressisme chrétien ».
Néanmoins, au sein de la rédaction, Georges Hourdin, membre du MRP, défend plutôt un rapprochement avec la SFIO afin de promouvoir un travaillisme "à la française" dont les organisations ouvrières et syndicales catholiques (JOC, LOC, CFTC) pourraient constituer la base militante. Mais cette idée est également discutée. Un dossier contradictoire de mars 1947 porte sur le thème "le MRP est-il de droite ?". Pour Maurice Lacroix c'est "oui car on ne peut pas faire une politique de gauche avec une clientèle de droite" alors que, pour Jacques Madaule, c'est non "car au sein du MRP, parti de masse, toute la nation est représentée".
Yvon Tranvouez associe même la disparition du Temps présent d'après-guerre à un défaut de résolution du conflit des lignes politiques au sein de la rédaction du journal : "Hourdin était démocrate chrétien et soutenait le MRP, Madame Sauvageot […] encourageait les chrétiens communistes, comme on disait alors – chrétiens progressistes dira-t-on plus tard […]. Stanislas Fumet [….] tenait […] à maintenir l'esprit d'unité nationale forgé par la lutte contre l'occupant, mais il le voulait le plus large possible et, surtout, fidèle au général de Gaulle. […] Or, de ces trois lignes politiques, démocrate chrétienne, progressiste et gaullienne, on peut dire en somme que la première était la mieux reçue dans le lectorat et la moins influente dans la rédaction, la seconde la plus forte dans l'entreprise et la moins suivie par le public, et la troisième la plus floue et par conséquent la plus consensuelle tant que ne s'imposaient pas les choix diviseurs."

#### Le question de l'Empire et de la décolonisation
Au moment de la Libération, Temps présent ne remet pas en cause l'idée coloniale, même s'il peut admettre la nécessité d'une plus forte reconnaissance des territoires qui ont aidé la métropole. Alors que l'armée française commet les massacres de Sétif en Algérie, l'article qui en rend compte relaie l'idée d'une cause soutenue par les Allemands et appelle les jeunes colons français à venir s'installer en Algérie. Des articles peuvent également louer la grandeur de l'œuvre coloniale française ou s'inquiéter devant les troubles naissants en Indochine. Ils risquent de ruiner le "travail civilisateur poursuivi pendant trois quarts de siècles". La proximité avec le tripartisme et, en son sein, avec le MRP a pu gêner l'expression d'une critique du projet colonial français, même si quelques articles plus mesurés laissent la paroles à des acteurs indigènes. Au début de l'année 1947, alors que la Guerre d'Indochine s'intensifie, et que des troubles sociaux touchent la métropole, "Temps présent ne voulait pas heurter certains lecteurs attachés à l'œuvre colonisatrice de la France".

## Collaborateurs

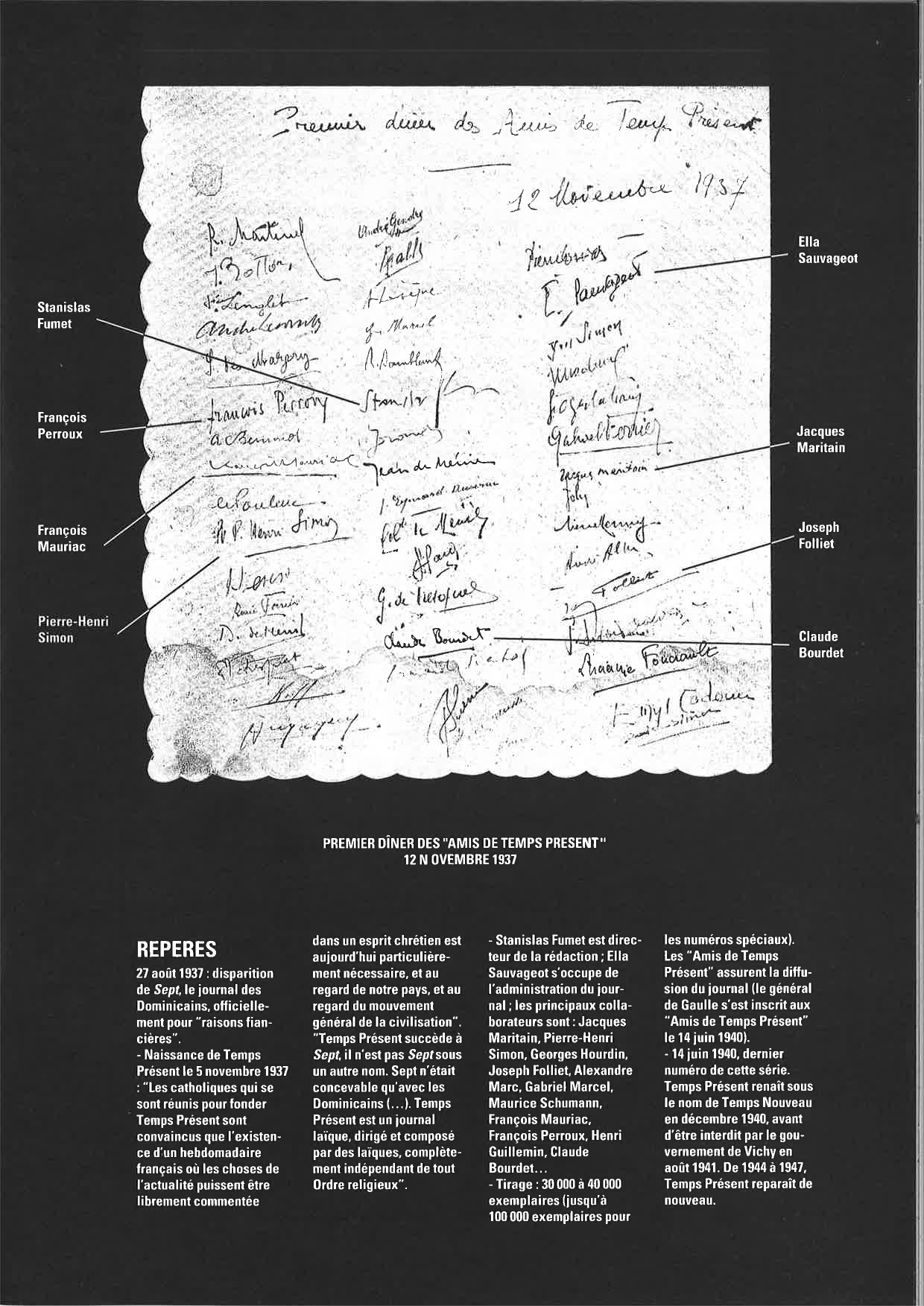
Photographie (avec légende) de la nappe dédicacée par les premiers contributeurs de l'hebdomadaire Temps présent, 12 novembre 1937.

Le journal Temps présent se caractérisa dès sa création par le nombre important de personnalités à qui il ouvrit ses colonnes. Ces contributeurs peuvent être :
- écrivains ou hommes lettres : Georges Bernanos, Claude Bourdet, Georges Cattaui, Andre Fontaine, Charles Du Bos, Henri Ghéon, Louis Gillet, Henri Guillemin, François Mauriac, Henry Petiot (alias Daniel-Rops), Joseph Malègue, Henri Pourrat, Boris de Schlœzer, Michel Seuphor, Pierre-Henri Simon, René Schwob, Maxence Van der Meersch, André Thérive ;
- militants syndicaux ou politiques (souvent issus de la CFTC et du futur MRP mais pas toujours) : Paul Bacon, Maurice Schumann, Louis Terrenoire[47], Gaston Tessier ;
- philosophes : Étienne Borne, Olivier Lacombe, Gabriel Marcel, Emmanuel Mounier ;
- théologiens et religieux : Karl Barth, Pierre Boisselot, Marie-Dominique Chenu ;
- universitaires : Louis le Fur, Louis Massignon, François Perroux.

Tous ces noms reflètent la vitalité du paysage intellectuel et militant catholique de l'époque. Yvon Tranvouez identifie trois tendances parmi les contributeurs de l'époque 1937-1940 : les catholiques sociaux avec des personnes comme Joseph Folliet, les "non-conformistes" comme Alexandre Marc et les démocrates chrétiens bien représentés par Georges Hourdin.
Ces personnalités ont également bien souvent des liens biographiques avec Jacques Maritain et Stanislas Fumet. Tous deux animent en effet à leur domicile, le premier à Meudon et le second au 15, Rue Linné à Paris, des cercles d'artistes et d'intellectuels catholiques. On retrouve également parmi eux un nombre non négligeable de convertis aux parcours caractéristiques de cette époque et qui ont été étudiés par l'historien Frédéric Gugelot.

## Charles de Gaulle et Temps présent

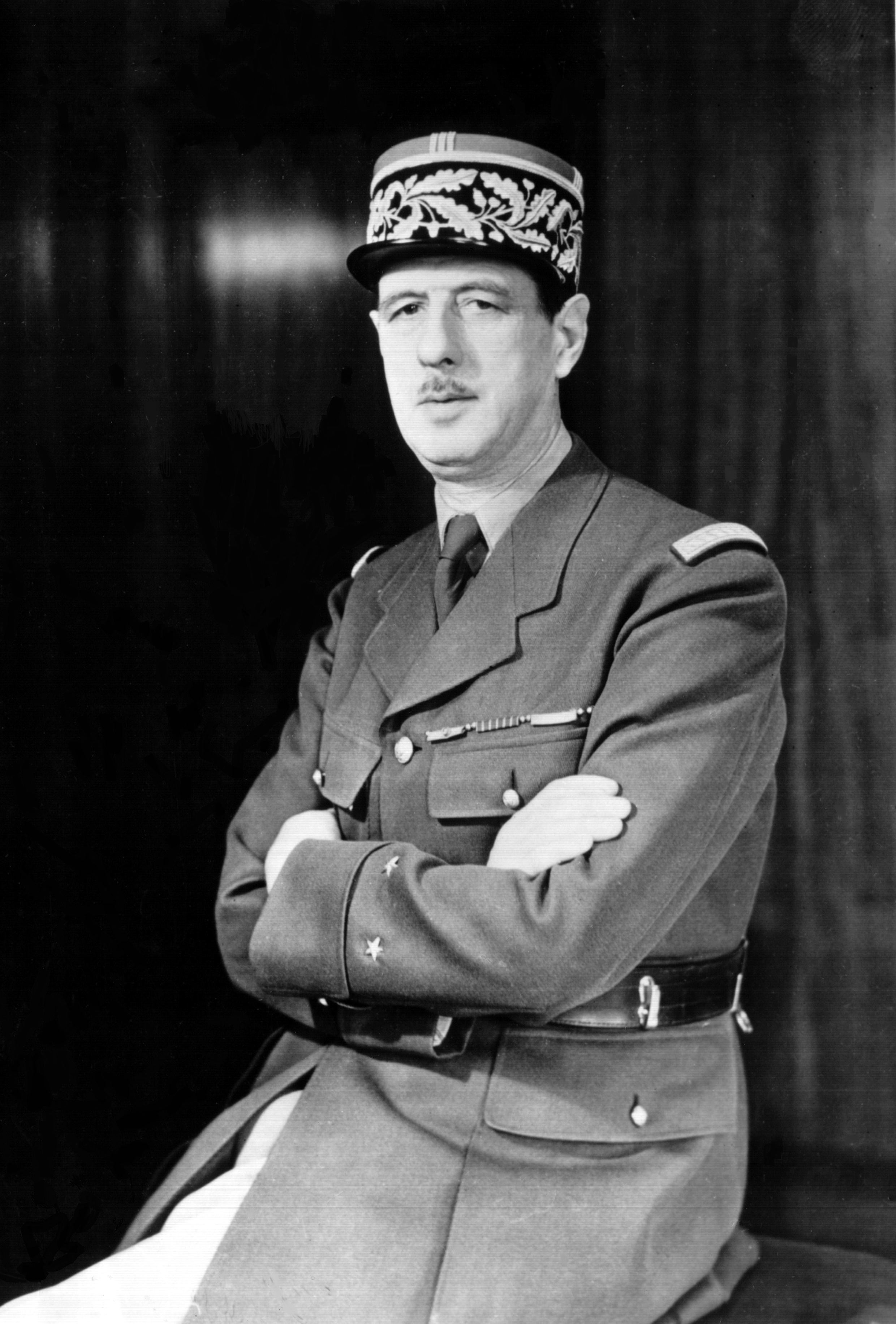
Charles de Gaulle est membre du mouvement Les Amis de Temps présent.

Charles de Gaulle a été abonné à cet hebdomadaire (comme il l'avait été à Sept). Il a été également membre des Amis de Temps présent. Le fichier des adhérents ayant disparu, l'assertion repose sur plusieurs éléments. Tout d'abord, en juin 1940, un article de l'hebdomadaire salue sa nomination au poste de sous-secrétaire d'État à la guerre dans le dernier gouvernement de Paul Reynaud et titre la nouvelle par les mots "les Amis de Temps présent à l’honneur". Le biographe Éric Roussel se réfère quant à lui au témoignage de Maurice Schumann pour qui le colonel de Gaulle "avait la carte numéro 7". Les spécialistes du gaullisme utilisent beaucoup cette appartenance pour réfléchir aux liens que l'on peut établir entre la foi catholique et l'engagement du général de Gaulle. On a pu ainsi écrire que Temps présent fut « proche de l'aile gauche de la démocratie chrétienne » pour comprendre le positionnement ultérieur de l'homme politique. Sans qu'il soit facile d'identifier des filiations idéologiques évidentes, on peut relever des continuités entre des thèmes défendus dans l'hebdomadaire Temps présent et ceux du gaullisme politique : la critique des partis politiques et du régime parlementaire de la Troisième République, le souhait d'une exécutif plus fort et la détestation du fascisme et du nazisme.

#### Journaux
- la Quinzaine
- la Vie catholique
- la Vie catholique illustrée ("la Vie")
- Sept
- Témoignage chrétien

#### Personnalités
- Hubert Beuve-Méry
- Jacques Chatagner
- Joseph Folliet
- André Frossard
- Stanislas Fumet
- Georges Hourdin
- Jacques Maritain
- François Mauriac
- Ella Sauvageot

#### Courants et mouvements religieux
- Catholiques réformateurs
- Résistance spirituelle